# Añasco
Añasco è una città di Porto Rico situata sulla costa occidentale dell'isola. L'area comunale confina a nord con Rincón, Aguada e Moca, a est con San Sebastián e Las Marías e a sud con Mayagüez. È bagnata a ovest dalle acque del Canale della Mona, che collega l'oceano Atlantico al Mar dei Caraibi. Il comune, che fu fondato nel 1733, oggi conta una popolazione di quasi 30 000 abitanti ed è suddiviso in 23 circoscrizioni (barrios).